# Simurgh

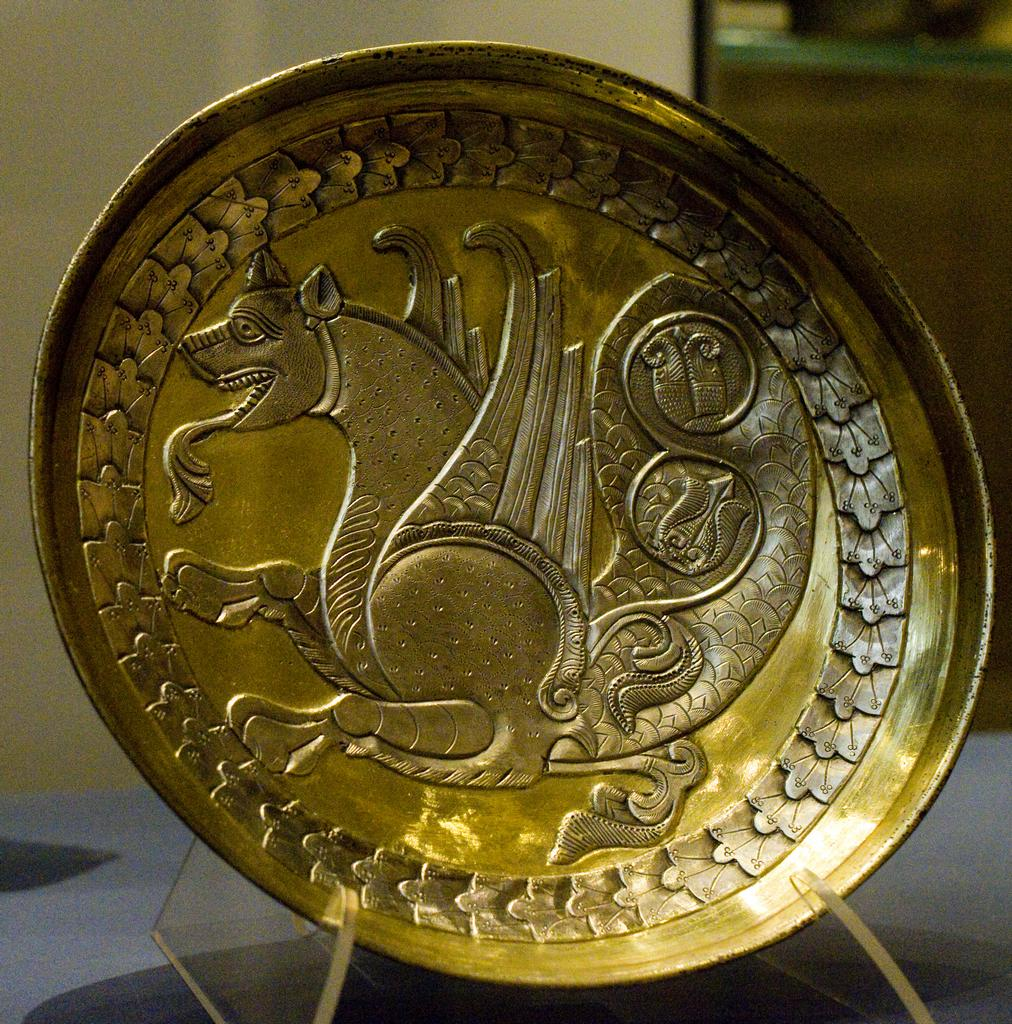
Sassanidisk silvertallrik föreställande Sēnmurw (Simorgh), 600-talets första hälft

Simurgh, eller Simorgh, (persiska: سیمرغ, möjligen av: سی مرغ "trettio fåglar"), en mytisk fågel i iransk mytologi och litteratur, som ibland likställs med Fågel Fenix eller Homa. Simorgh förekommer även i andra kulturer som stått under iransk påverkan, vilket är tydligt i ikonografi från Azerbajdzjan, Armenien, Georgien, Kurdistan och Östrom/Turkiet.  

## Etymologi
Det persiska ordet sīmorğ (سیمرغ) härstammar från medelpersiskans 𐭮𐭩𐭭𐭬𐭥𐭫𐭥 sēnmurw Det medelpersiska ordet kommer från avestiskans 𐬨𐬆𐬭𐬆𐬖𐬋⸱𐬯𐬀𐬉𐬥𐬋 mərəγō Saēnō "fågeln Saēna", ursprungligen en rovfågel, förmodligen en örn eller falk. Den mytiska fågeln har alltså sina rötter i zoroastrismen.

## Simurgh i medeltida litteratur
Simurgh förekommer i berättelsen om Zal i Ferdousis epos Shahnameh. Zal överges av sin far Sam på berget Alborz i norra Iran men Simurgh hör spädbarnets gråt och tar hand om honom och matar honom med sin näbb tills pojken kan klara sig själv.
I Farid al-din Attars lärodikt Manteq al-Tayr ("Fåglarnas tal") tas Simurgh upp som en metafor för sufiernas Gud. I berättelsen samlas alla världens fåglar för att bege sig till sin konung vid namn Simurgh. Under färden överger den ena fågeln efter den andra sökandet och till sist återstår bara trettio fåglar som når insikt om att de själva (genom att vara bärare av det gudomliga i sina hjärtan) är Konungen som de sökt efter.

## Källreferenser
1. ↑  A. Jeroussalimskaja, "Soieries sassanides", in Splendeur des sassanides: l'empire perse entre Rome et la Chine, Bryssel, 1993, 114, 117–8.
2. ↑  Bo Utas, "Fåglarnas språk", Tidskriften Karavan, nr. 3-4, 2017.